# 三河信用組合
三河信用組合（みかわしんようくみあい）は、愛知県蒲郡市に本店を置いていた信用組合。
1960年に三河織物工業協同組合により、業域信用組合の三河織物信用組合として設立されたが、1966年に地域信用組合へ移行し三河信用組合へ名称変更した。2017年1月23日には、碧南市に本店を置く愛知県中央信用組合と対等合併し、新たに愛知県中央信用組合を設立した。

## 概要

### 代表者
- 田中則男（理事長）[2]

### 預金高
- 284億24百万円（2015年（平成27年）9月末現在）[2]

### 営業地区
蒲郡市・豊川市・西尾市・額田郡幸田町
（太字箇所には店舗、出張所を配置）

## 沿革
- 1960年（昭和35年）3月25日 - 三河織物信用組合を設立登記[4]
- 1960年（昭和35年）4月1日 - 営業開始[4]
- 1961年（昭和36年）10月12日 - 三谷出張所開設、1963年（昭和38年）7月15日に支店昇格[4]
- 1965年（昭和40年）7月24日 - 形原出張所開設、1967年（昭和42年）6月26日に支店昇格[4]
- 1966年（昭和41年）2月1日 - 三河信用組合に名称変更し、営業地区を豊川市、幡豆郡、額田郡幸田町に拡張[4]
- 1972年（昭和47年）9月11日 - 吉良支店開設[4]
- 1975年（昭和50年）7月7日 - 御津支店開設[4]
- 1985年（昭和60年）12月9日 - 中央支店開設[4]
- 1988年（昭和63年）5月16日 - 西尾市に営業地区を拡張[4]
- 1990年（平成2年）7月23日 - 一色支店開設[4]
- 1993年（平成5年）11月24日 - 鹿島支店開設[4]
- 1998年（平成10年）11月9日 - 大塚支店開設[4]
- 2006年（平成18年）2月20日 - 中央支店を本店営業部へ統合[4]
- 2007年（平成19年）9月18日 - 形原支店を鹿島支店へ、大塚支店を三谷支店へそれぞれ統合[4]
- 2009年（平成21年）10月13日 - 御津支店を三谷支店が主管店の御津出張所に移行[4]
- 2010年（平成22年）9月21日 - 一色支店を吉良支店と統合し一色出張所（無人ATMコーナー）に移行[4]
- 2015年（平成27年）1月28日 - 	あいち産業振興機構と業務連携[4]
- 2016年（平成28年）11月 - 東海財務局が愛知県中央信用組合との合併を認可[3]
- 2017年（平成29年）1月23日 - 愛知県中央信用組合と対等合併[3]

## 店舗
- 本店営業部（店舗番号：001）〒443-0056 蒲郡市神明町12番20号[5]
- 三谷支店（002）〒443-0021 蒲郡市三谷町六舗7[5]
  - 御津出張所 〒441-0312 豊川市御津町西方字井領田71-13[5]
- 吉良支店（004）〒444-0516 西尾市吉良町吉田八ッ田7-1[5]
  - 一色出張所 〒444-0423 西尾市一色町一色上屋敷140[5]
- 鹿島支店（008）〒443-0037 蒲郡市鹿島町横砂2-1[5]